# سيباستيان ديسابر
سيباستيان ديسابر (بالفرنسية: Sébastien Desabre) هو مدرب كرة قدم فرنسي، ولد يوم 2 أغسطس 1976 في مدينة فالانس بفرنسا، درب نادي الإسماعيلي المصري حتى ديسمبر 2017، وانتقل بعد ذلك لتدريب المنتخب الوطني لأوغندا. و هو المدرب الحالي لمنتخب الكونغو الديمقراطية لكرة القدم.

## الفرق التي دربها
| موسم      | النادي                                      | البلد                    |
| --------- | ------------------------------------------- | ------------------------ |
| 2004-2006 | الوفاق الرياضي لروشفيل (مساعد مدرب)         | فرنسا                    |
| 2006-2010 | الوفاق الرياضي لروشفيل                      | فرنسا                    |
| 2010-2012 | أسيك ميموسا                                 | ساحل العاج               |
| 2012-2013 | نادي القطن الرياضي                          | الكاميرون                |
| 2013      | الترجي الرياضي التونسي(مدير تقني)           | تونس                     |
| 2014      | الترجي الرياضي التونسي (مؤقت)               | تونس                     |
| 2014      | الترجي الرياضي التونسي(مدير عام)            | تونس                     |
| 2014      | الترجي الرياضي التونسي (مدرب)               | تونس                     |
| 2015      | نادي ريكرياتيفو ديسبورتيفو دو ليبولو (مدرب) | أنغولا                   |
| 2015      | نادي دبي (مدرب)                             | الإمارات العربية المتحدة |
| 2016      | شبيبة الساورة (مدرب)                        | الجزائر                  |
| 2017      | النادي الإسماعيلي (مدرب)                    | مصر                      |
| 2017      | منتخب أوغندا لكرة القدم (مدرب)              | أوغندا                   |

## روابط خارجية
- سيباستيان ديسابر على موقع قاعدة بيانات كرة القدم.إي يو (الإنجليزية)
- سيباستيان ديسابر على موقع Soccerbase.com (مدرب) (الإنجليزية)
- سيباستيان ديسابر على موقع عالم كرة القدم.نت (الإنجليزية)

- الموقع الرسمي
- معلومات سيباستيان ديسابر على موقع footballdatabase.eu